# Эрнандес, Даниэль (американский футболист)
Даниэль Деметрио Эрнандес (англ. Daniel Demetrio Hernández; 23 июля 1976, Тайлер, Техас) — американский футболист.

## Карьера игрока

### Молодёжная карьера
Эрнандес был студентом средней школы Джона Тайлера и играл в футбол в молодёжном клубе «Даллас Тексанс». Он также играл в футбол за команду Южного методистского университета с 1994 по 1997 год, в это время он был зачислен в символическую команду «Всеамериканский спортсмен» на позицию атакующего полузащитника. Эрнандес также играл в университетской команде по американскому футболу на позиции кикера. Он часто заявлял, что стремится играть в НФЛ за команду из своего родного штата, «Даллас Ковбойз».

### Профессиональная карьера
После окончания университета Эрнандес был взят «Лос-Анджелес Гэлакси» во втором туре колледжного драфта MLS 1998 года. У него было мало игровой практики в «Гэлакси», он в основном выходил на замену, прежде чем был обменян в «Тампа-Бэй Мьютини» на Хорхе Сальседо. Эрнандес почти не играл за «Мьютини», он появился на поле лишь в четырёх играх и в следующем году был обменян в «Метростарз» на права на Даниэля Альвареса.
С «Метростарз» Эрнандес наконец нашёл свою игру, получив место в основном составе сначала в центре обороны, а затем став одним из лучших опорных полузащитников лиги. Он играл за «Метростарз» с 2000 по 2002 год, когда стал частью масштабного трансфера в середине 2002 года, в результате которого он вместе с Брайаном Камлером и Диего Серной перешёл в «Нью-Инглэнд Революшн» в обмен на Мамаду Дьялло, Энди Уильямса и Теда Хронопулоса. Несмотря на то, что Эрнандес был игроком основы «Революшн», он выразил недовольство своим положением с просьбой трансфера в команду из его родного штата, «Даллас Бёрн». «Даллас», однако не желал сделать такой трансфер, и по появлению адекватной замены для него в «Революшн» в лице Шалри Джозефа Эрнандес был продан в мексиканский клуб «Некакса» в середине сезона 2003 года. За шесть сезонов в MLS он забил четыре гола и отдал 15 голевых передач.
К удивлению многих, Эрнандес (в Мексике его называли Деметрио) заработал место в основе на позиции центрального защитника. По словам Эрнандеса, его имидж в родном городе Тайлере резко возрос с момента его перехода в чемпионат Мексики. Однако в августе 2005 года он вернулся в MLS, повторно подписав контракт с «Революшн». 20 июня 2007 года он был отчислен.
После короткого повторного пребывания в Мексике с «Пуэблой» и «Хагуарес Чьяпас» в 2007 и 2008 годах Эрнандес в сентябре 2009 года подписал контракт с «Далласом». В «Далласе» Эрнандес был ключевым игроком, выступая на позиции опорного полузащитника. После сезона 2011 года Эрнандес продлил контракт с клубом, а после окончания карьеры стал помощником главного тренера.
Эрнандес объявил о своем уходе из профессионального футбола 21 ноября 2012 года.

## Тренерская карьера
После окончания Эрнандесом карьеры игрока было объявлено, что он войдёт в тренерский штаб «Далласа». Однако всего через несколько недель после того, как Эрнандес был нанят, он был уволен со своей должности.